# Honduras na Letnich Igrzyskach Paraolimpijskich 2016
Honduras na Letnich Igrzyskach Paraolimpijskich 2016 w Rio de Janeiro reprezentował jeden sztangista. Do startu był też zgłoszony jeden pływak, jednak nie pojawił się na starcie. Był to szósty występ tego państwa na igrzyskach paraolimpijskich (poprzednie miały miejsce w latach: 1996, 2000, 2004, 2008 i 2012). 
Chorążym reprezentacji podczas ceremonii otwarcia igrzysk był pływak Emmanuel Díaz.

## Wyniki

### Pływanie
| Zawodnik      | Konkurencja                  | Eliminacje | Eliminacje | Finał    | Finał   | Źródło |
| Zawodnik      | Konkurencja                  | Rezultat   | Miejsce    | Rezultat | Miejsce | Źródło |
| ------------- | ---------------------------- | ---------- | ---------- | -------- | ------- | ------ |
| Emmanuel Díaz | 50 metrów stylem dowolnym S7 | DNS        | DNS        | DNS      | DNS     | [ 3 ]  |

### Podnoszenie ciężarów
| Zawodnik     | Kategoria | Wynik | Pozycja | Źródło |
| ------------ | --------- | ----- | ------- | ------ |
| Gabriel Díaz | –72 kg    | DNF   | DNF     | [ 4 ]  |